# Tara Lipinski

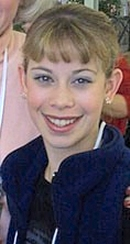
Tara Lipinski

Tara Kristen Lipinski (Philadelphia, 10 juni 1982) is een voormalig Amerikaans kunstrijdster op de schaats.

## Levensloop
Lipinski won op vijftienjarige leeftijd een gouden medaille op de Olympische Winterspelen 1998 in Nagano, vlak daarachter Michelle Kwan en Chen Lu. Ze werd hiermee de jongste olympisch kampioene bij het kunstschaatsen en de jongste individuele olympisch goudenmedaillewinnaar bij de Winterspelen. Een jaar eerder kroonde Lipinski zich al tot de jongste wereldkampioene ooit in het kunstrijden. Enkele maanden na haar Olympische succes maakte ze bekend dat ze professioneel ging schaatsen, maar na vele fysieke ongemakken en ingrepen stopte ze er een aantal jaar later mee.
Ze woonde jarenlang in New York, maar verhuisde in 2012 naar Los Angeles. Ze was na haar sportcarrière een commentator voor het kunstrijden. Lipinski is getrouwd en is moeder van een dochter.

## Belangrijke resultaten
| Kampioenschap           | 93/94 | 94/95  | 95/96 | 96/97 | 97/98  |
| ----------------------- | ----- | ------ | ----- | ----- | ------ |
| Olympische Spelen       |       |        |       |       | Goud   |
| Wereldkampioenschap     |       |        | 15e   | Goud  |        |
| Grand Prix-finale       |       |        |       | Goud  | Goud   |
| Nationaal kampioenschap |       |        | Brons | Goud  | Zilver |
| WK junioren             |       | 4e     | 5e    |       |        |
| NK junioren             | *     | Zilver |       |       |        |

* = bij de novice